# Selysioneura umbratilis
Selysioneura umbratilis – gatunek ważki z rodziny Isostictidae.